# 小行星35365
小行星35365（35365 Cooney）是一颗绕太阳运转的小行星，为主小行星带小行星。该小行星于1997年10月21日发现。

## 轨道参数
小行星35365的轨道半长轴为2.2910971 UA，离心率为0.070。